# Władysław Piórek

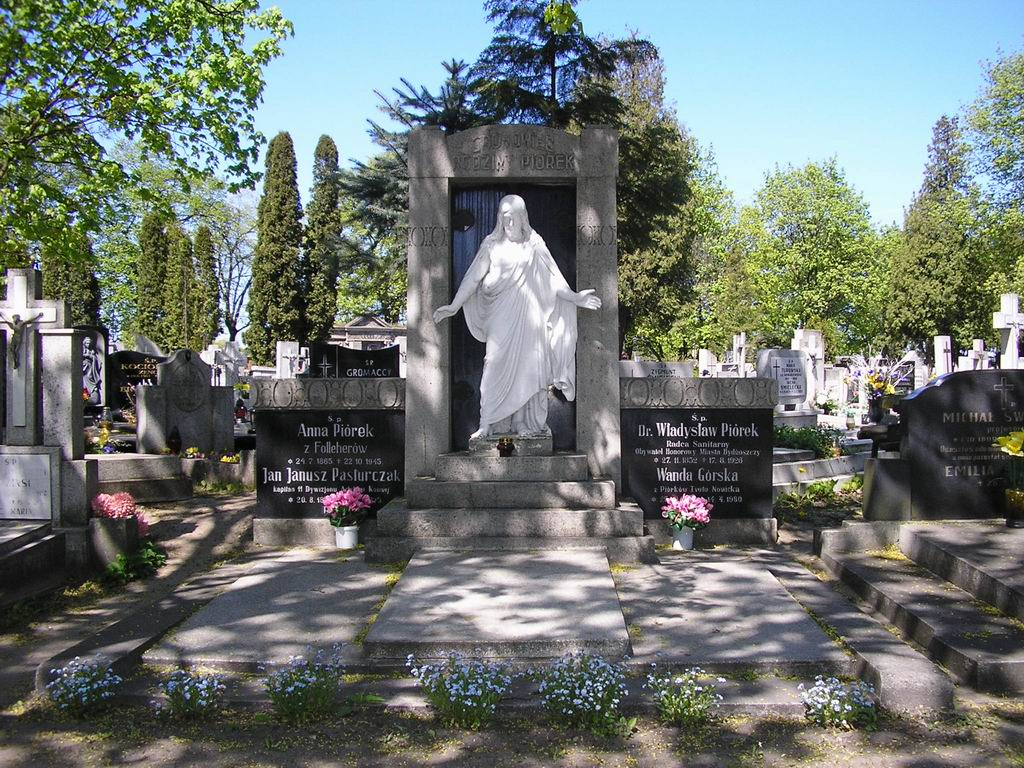
Grób Władysława Piórka na Cmentarzu Nowofarnym w Bydgoszczy

Władysław Piórek (ur. 1852 w Ostrowie, zm. 1926 w Bydgoszczy) – lekarz, działacz społeczno-narodowy, Honorowy Obywatel Bydgoszczy.

## Życiorys
Urodził się 27 listopada 1852 r. w Ostrowie Wlkp. Był synem Pawła,podoficera wcielonego do armii pruskiej a po wystąpieniu z wojska woźnego w gimnazjum męskim w Ostrowie Wlk. i Marianny z domu Oberst, Niemki z Nadrenii. 
Uczył się w gimnazjum męskim w Ostrowie Wlkp., gdzie w 1871 r. zdał egzamin maturalny. Po krótkotrwałej pracy w budownictwie, w latach 1872–1876 studiował medycynę na uniwersytecie berlińskim. Po ukończeniu studiów przez 8 lat praktykował w Krajence w powiecie złotowskim.
W 1885 r. przeniósł się na stałe do Bydgoszczy i otworzył praktykę lekarską przy Wełnianym Rynku. 22 kwietnia 1889 r. zdał w Berlinie egzamin państwowy na lekarza powiatowego. W 1902 r. otrzymał urzędowy tytuł radcy sanitarnego, a na początku I wojny światowej w 1915 – tytuł tajnego radcy sanitarnego. Wśród lekarzy bydgoskich uchodził za dobrego diagnostę. Cieszył się dużym wzięciem wśród polskich pacjentów pochodzących z Bydgoszczy i okolicznych gmin podmiejskich.
Praktykę lekarską łączył z pracą na polu narodowym i społecznym. Docierając do wielu rodzin polskich, budził w nich ducha polskości. Współpracował z bydgoskim „Sokołem”, którego był współzałożycielem. Przez ponad ćwierćwiecze działał w Dozorze Kościelnym przy bydgoskiej farze. Z dużym zaangażowaniem uczestniczył w pracach przygotowawczych zmierzających do zbudowania w Bydgoszczy kościoła Św. Trójcy (1898-1912). Czynnie wspierał istniejące w Bydgoszczy polskie placówki kulturalne, oświatowe i charytatywne. Przez szereg lat był prezesem Koła Towarzysko-Kupieckiego, skupiającego przedstawicieli bydgoskiej inteligencji i mieszczaństwa. Uchodził powszechnie za przywódcę polskich mieszkańców Bydgoszczy. W 1920 r. został naczelnym lekarzem Kasy Chorych.
Nie stronił również od działalności politycznej. Należał do Związku Ludowo-Narodowego. Jako lekarz czynnie uczestniczył w pracach Towarzystwa Naukowego Lekarskiego.
Zmarł nagle 17 sierpnia 1926 r. w Bydgoszczy. Pochowano go na cmentarzu Nowofarnym.

## Rodzina
Władysław Piórek był żonaty z Anną z Folleherów. Miał troje dzieci: synów Łucjana Władysława (ur. 1891) – lekarza, Stanisława oraz córkę Wandę.

## Honorowy Obywatel Bydgoszczy
8 sierpnia 1926 r. rada miejska Bydgoszczy podjęła uchwałę o nadaniu mu godności Honorowego Obywatela Bydgoszczy. Uroczystość odbyła się w łączności z uroczystym odnowieniem doktoratu Towarzystwa Naukowego Lekarskiego oraz nadaniem mu przez Towarzystwo członkostwa honorowego. Był pierwszą osobą, uhonorowaną tytułem Honorowego Obywatela w Bydgoszczy w okresie międzywojennym.
18 marca 1938 r. w sali konferencyjnej bydgoskiej Rady Miejskiej uroczyście zawieszono portret Władysława Piórka. W okresie II wojny światowej portret ten zaginął. W lutym 1981 r. nazwano jego imieniem jedną z ulic w bydgoskiej dzielnicy Fordon.